# Виласанта
Виласа̀нта (на италиански: Villa Santa, на западноломбардски: Vìla Sànta, Вила Санта, до 1929 г. Villa San Fiorano, Вила Сан Фиорано) е град и община в Северна Италия, провинция Монца и Брианца, регион Ломбардия. Разположен е на 173 m надморска височина. Населението на общината е 14 590 души (към 2010 г.).
До 2004 г. общината е част от провинция Милано.